# Audrey Koumba
Audrey Koumba (Libreville, 8 de abril de 1989) es una deportista gabonesa que compitió en judo. Ganó una medalla en los Juegos Panafricanos de 2007, y cuatro medallas en el Campeonato Africano de Judo entre los años 2010 y 2013.

## Palmarés internacional
| Juegos Panafricanos | Juegos Panafricanos | Juegos Panafricanos | Juegos Panafricanos |
| Año                 | Lugar               | Medalla             | Categoría           |
| ------------------- | ------------------- | ------------------- | ------------------- |
| 2007                | Argel (Argelia)     | Medalla de bronce   | –63 kg              |
| Campeonato Africano |                     |                     |                     |
| Año                 | Lugar               | Medalla             | Categoría           |
| 2010                | Yaundé ( Camerún)   | Medalla de bronce   | –78 kg              |
| 2011                | Dakar (Senegal)     | Medalla de bronce   | –78 kg              |
| 2012                | Agadir (Marruecos)  | Medalla de plata    | –78 kg              |
| 2013                | Maputo (Mozambique) | Medalla de plata    | –78 kg              |